# Liste des monuments historiques protégés en 1848
Cet article recense les monuments historiques français classés en 1848.

## Protections
| Édifice                                     | Commune                    | Département    | Région        | Protection | Base Mérimée                         | Coordonnées                        | Image |
| ------------------------------------------- | -------------------------- | -------------- | ------------- | ---------- | ------------------------------------ | ---------------------------------- | ----- |
| Église Notre-Dame                           | Lamballe                   | Côtes-d'Armor  | Bretagne      | classé     | « PA00089222 », notice no PA00089222 | 48° 28′ 06″ nord, 2° 29′ 43″ ouest |       |
| Église Saint-Géraud                         | Monsempron-Libos           | Lot-et-Garonne | Occitanie     | classé     | « PA00084182 », notice no PA00084182 | 44° 30′ 05″ nord, 0° 55′ 50″ est   |       |
| Église Saint-Georges                        | Sélestat                   | Bas-Rhin       | Alsace        | classé     | « PA00084978 », notice no PA00084978 | 48° 14′ 53″ nord, 7° 27′ 44″ est   |       |
| Palais du Luxembourg (Chapelle de la reine) | 6e arrondissement de Paris | Paris          | Île-de-France | classé     | « PA00088653 », notice no PA00088653 | 48° 50′ 56″ nord, 2° 19′ 58″ est   |       |
| Salle du Jeu de paume                       | Versailles                 | Yvelines       | Île-de-France | classé     | « PA00087683 », notice no PA00087683 | 48° 48′ 09″ nord, 2° 07′ 04″ est   |       |